# Zmarli w roku 1957
Lista osób zmarłych w 1957:

## styczeń 1957
- 7 stycznia – Jože Plečnik, słoweński architekt (ur. 1872)
- 10 stycznia – Gabriela Mistral, chilijska poetka, pierwsza pochodząca z Ameryki łacińskiej osoba uhonorowana Nagrodą Nobla w dziedzinie literatury (ur. 1889)
- 14 stycznia – Humphrey Bogart, amerykański aktor filmowy (ur. 1899)
- 16 stycznia – Arturo Toscanini, włoski dyrygent (ur. 1867)
- 20 stycznia – James Connolly, amerykański lekkoatleta, pierwszy mistrz olimpijski na pierwszych nowożytnych igrzyskach olimpijskich (ur. 1868)
- 31 stycznia – Władysław Mazurkiewicz, seryjny morderca, zwany „eleganckim mordercą” (ur. 1911)

## luty 1957
- 1 lutego – Friedrich Wilhelm Paulus, niemiecki feldmarszałek (ur. 1890)
- 4 lutego – Manfred Kridl, polski historyk literatury (ur. 1882)
- 5 lutego – Wincenty Baranowski, polski polityk (ur. 1877)
- 7 lutego – Petro Werhun, duchowny kościoła katolickiego obrządku bizantyjsko-ukraińskiego, męczennik, błogosławiony katolicki (ur. 1890)
- 9 lutego – Miklós Horthy, węgierski polityk i wojskowy (ur. 1868)
- 16 lutego – Józef Hofmann, polski wynalazca, pianista, kompozytor, pedagog (ur. 1876)

## marzec 1957
- 11 marca – Richard E. Byrd, amerykański pionier wypraw polarnych i lotnik (ur. 1888)
- 16 marca – Constantin Brâncuși, rumuński rzeźbiarz (ur. 1876)

## kwiecień 1957
- 6 kwietnia – Pierina Morosini, włoska tercjarka franciszkańska, męczennica, błogosławiona katolicka (ur. 1931)
- 24 kwietnia – Maria Elżbieta Hesselblad, szwedzka zakonnica, założycielka Zakonu Najświętszego Zbawiciela Świętej Brygidy, święta katolicka (ur. 1870)
- 29 kwietnia – Itala Mela, włoska mistyczka, błogosławiona katolicka (ur. 1904)

## maj 1957
- 2 maja – Joseph McCarthy, polityk amerykański, senator z ramienia Partii Republikańskiej (ur. 1908)
- 15 maja – Charles Russell, australijski rugbysta, medalista olimpijski (ur. 1884)
- 21 maja – Aleksandr Wiertinski (ros. Александр Huколаевич Вертинский), rosyjski pieśniarz, kompozytor, poeta i aktor (ur. 1889)
- 25 maja – Anna Pankratowa (ros. А́нна Миха́йловна Панкра́това), radziecka historyk i polityk (ur. 1897)
- 31 maja – Leopold Staff, poeta i tłumacz literatury. (ur. 1878)

## czerwiec 1957
- 21 czerwca – Johannes Stark, niemiecki fizyk (ur. 1874)
- 29 czerwca – Johan Hin, holenderski żeglarz, medalista olimpijski (ur. 1899)

## lipiec 1957
- 4 lipca – Maria od Ukrzyżowania Curcio, włoska zakonnica, błogosławiona katolicka (ur. 1877)

## sierpień 1957
- 7 sierpnia – Oliver Hardy, amerykański aktor i komik (ur. 1892)
- 16 sierpnia – Irving Langmuir, amerykański fizykochemik, laureat Nagrody Nobla (ur. 1881)
- 18 sierpnia – Wawrzyniec Żuławski, polski taternik, ratownik górski i pisarz (ur. 1916)
- 21 sierpnia – Henrik Østervold, norweski żeglarz, medalista olimpijski (ur. 1878)

## wrzesień 1957
- 20 września – Jean Sibelius, fiński kompozytor (ur. 1865)

## październik 1957
- 5 października:
  - José Leandro Andrade, urugwajski piłkarz (ur. 1901)
  - Abraham Jehuda Chein, ukraiński rabin chasydzki (ur. 1878)
- 24 października – Christian Dior, francuski projektant, założyciel domu mody (ur. 1905)
- 26 października – Gerty Cori, amerykańska biochemiczka, laureatka Nagrody Nobla (ur. 1896)

## listopad 1957
- 14 listopada – Gichin Funakoshi, wybitny japoński mistrz karate (ur. 1868)
- 15 listopada – Andrzej Bursa, polski poeta, prozaik i dziennikarz (ur. 1932)
- 19 listopada – Emil Henriques, szwedzki żeglarz, medalista olimpijski (ur. 1883)

## grudzień 1957
- 2 grudnia – Tellef Wagle, norweski żeglarz, medalista olimpijski (ur. 1883)
- 3 grudnia – Gyula Hefty, węgierski taternik, narciarz, działacz turystyczny i profesor szkoły handlowej w Kieżmarku (ur. 1888)
- 14 grudnia – Jan Brenner, węgierski duchowny katolicki, męczennik, błogosławiony (ur. 1931)
- 25 grudnia – Charles Pathé, francuski pionier przemysłu filmowego (ur. 1863)

data dzienna nieznana: 
- Stanisław Groński, polski alpinista (ur. 1907)